# Staufen
Staufen es una comuna suiza del cantón de Argovia, ubicada en el distrito de Lenzburg. Limita al norte y al este con la comuna de Lenzburg, al sur con Seon, al oeste con Schafisheim, y al noroeste con Rupperswil.